# Duridrilus globosus
Duridrilus globosus är en ringmaskart som beskrevs av Erséus och Wang 2005. Duridrilus globosus ingår i släktet Duridrilus och familjen glattmaskar. Inga underarter finns listade i Catalogue of Life.